# Trepocarpus aethusae
Trepocarpus aethusae är en flockblommig växtart som beskrevs av Thomas Nuttall och Dc. Trepocarpus aethusae ingår i släktet Trepocarpus och familjen flockblommiga växter. Inga underarter finns listade i Catalogue of Life.